# Каюров, Леонид Юрьевич
Леонид Юрьевич Каю́ров (род. 8 ноября 1956, Саратов) — советский актёр театра и кино, священнослужитель (протодиакон).

## Биография
Леонид Каюров родился 8 ноября 1956 года в Саратове в семье народного артиста РСФСР, актёра Саратовского театра драмы, Юрия Каюрова. Мать — Валентина Леонидовна, врач-стоматолог.
Леонид Каюров окончил актёрский факультет ВГИКа; учился в классе Бориса Бабочкина, а после его смерти — в классе Алексея Баталова. В телеспектакле «Ромео и Джульетта», поставленном Анатолием Эфросом, неординарно сыграл роль Тибальда. Отслужив в Советской армии, работал в Ленкоме, затем во МХАТе.
В возрасте двадцати четырёх лет крестился в Русской православной церкви.
В годы перестройки Леонид Каюров оставил артистическую карьеру, избрав для себя другой путь: окончил Московскую духовную семинарию в Сергиевом Посаде и стал (2 декабря 1990 года) диаконом, а потом (с 14 марта 2010 года) и протодиаконом. Служит в храме Архангела Михаила при клиниках на Девичьем поле.
С 1981 по 2017 год Леонид Каюров был женат на актрисе Ирине Корытниковой. Ирина заболела рассеянным склерозом и была прикована к инвалидному креслу. Об этом рассказал сам Леонид Каюров в интервью для программы «Пусть говорят» с Андреем Малаховым, вышедшей в эфир Первого канала 25 июня 2013 года. Ирина Корытникова умерла 1 декабря 2017 года на руках у Леонида Каюрова.

## Творчество

### Роли в театре
МХАТ Союза ССР им. М. Горького
- «Дачники» М. Горького — любитель драматического искусства
- 1981 — «Путь» А. Ремеза (реж. В. Саркисов) — Владимир Ульянов
- 1982 — «Дни Турбиных» М. А. Булгакова — …
- 1982 — «Последние» М. Горького — Пётр
- 1983 — «Евгений Базаров» пороману И. С. Тургенева «Отцы и дети» — Аркадий Кирсанов

### Фильмография
- 1976 — Несовершеннолетние — «Гоголь», глава подростковой банды
- 1978 — Последний шанс — Слава Горохов
- 1978 — Следствие ведут ЗнаТоКи. До третьего выстрела — Виктор Лабазников
- 1979 — Моя Анфиса — Николай
- 1979 — Маленькие трагедии — Алексей Иванович
- 1981 — Вакансия — Жадов
- 1983 — Срок давности
- 1983 — Пять разговоров с сыном (телефильм) — Сын
- 1984 — Этот фантастический мир. Выпуск 10 «Знак Саламандры» — Гай Монтэг, пожарный
- 1985 — Этот фантастический мир. Выпуск 11 «Случай с полковником Дарвином» — сержант Макинрой, пацифист
- 1985 — Набат на рассвете
- 1986 — Путь (фильм-спектакль) — Владимир Ульянов